# Christina Schwanitz
Christina Schwanitz (* 24. Dezember 1985 in Dresden) ist eine ehemalige deutsche Kugelstoßerin. Sie wurde 2014 und 2016 Europameisterin und 2015 Weltmeisterin. Sie war Sportsoldatin im Range eines Stabsunteroffiziers der Bundeswehr-Sportfördergruppe im sächsischen Frankenberg.

## Werdegang

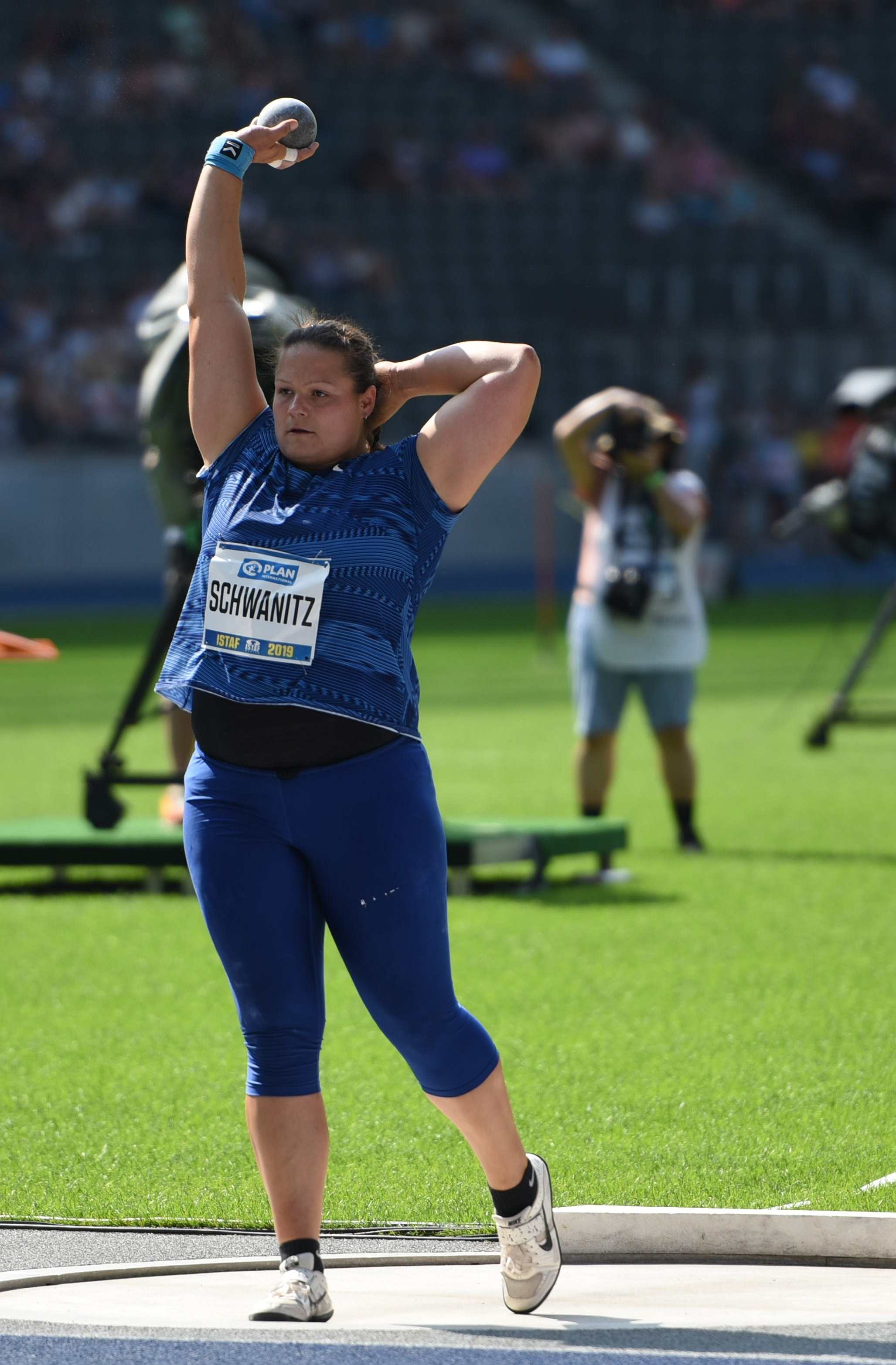
Christina Schwanitz beim ISTAF Berlin 2019

2004 gewann Christina Schwanitz Bronze bei den Juniorenweltmeisterschaften. 2005 wurde sie Dritte bei den Deutschen Meisterschaften. Bei den U23-Europameisterschaften 2005 gewann sie Silber hinter Petra Lammert. Damit qualifizierte sie sich für die Weltmeisterschaften in Helsinki, wo sie den neunten Platz belegte. Ihre persönliche Bestleistung stand Ende 2005 bei 18,84 m.
2006 und 2007 konnte Schwanitz verletzungsbedingt nicht an ihre Leistungen von 2005 anknüpfen. In der Hallensaison 2008 kehrte sie zurück und wurde auf Anhieb Dritte bei den Deutschen Hallenmeisterschaften. Bei den Hallenweltmeisterschaften in Valencia belegte Schwanitz mit 18,55 m den sechsten Platz, nachdem sie in der Qualifikation 18,97 m erzielt hatte. Am 8. Juni 2008 steigerte sie in Schönebeck ihren persönlichen Rekord auf 19,31 m, womit sie aber noch 37 Zentimeter von ihrer besten Hallenleistung (19,68 m, 29. Februar 2008, Chemnitz) entfernt war. Bei den Olympischen Spielen 2008 in Peking konnte Schwanitz sich für das Finale qualifizieren und belegte dort mit 18,27 m am Ende Rang elf. Auch bei den Weltmeisterschaften 2009 in Berlin gelang ihr die Qualifikation in den Endkampf, wo sie allerdings mit 17,84 m nur Zwölfte wurde.
2011 wurde Schwanitz zum ersten Mal in der Halle Deutsche Meisterin. Eine Woche später gewann sie bei den Halleneuropameisterschaften in Paris die Silbermedaille, nur fünf Zentimeter hinter der Siegerin Anna Awdejewa. Auch in der Freiluftsaison konnte sie die Deutsche Meisterschaft gewinnen. Bei den Weltmeisterschaften in Daegu wurde sie Zwölfte. 2012 wurde Schwanitz in der Halle Deutsche Vizemeisterin, bei den Hallenweltmeisterschaften in Istanbul schied sie aber bereits in der Qualifikation aus. Bei den Europameisterschaften 2012 wurde sie in Helsinki mit einer Weite von 18,25 m Fünfte. Bei den Olympischen Spielen kurz danach in London erreichte sie den zehnten Platz. Am 23. Februar 2013 steigerte Schwanitz ihre Bestleistung in der Halle auf 19,79 m und wurde damit in Dortmund Deutsche Hallenmeisterin. Eine Woche danach gewann sie bei den Halleneuropameisterschaften im schwedischen Göteborg die Goldmedaille mit einer Weite von 19,25 m. Bei den Weltmeisterschaften in Moskau gewann sie am 12. August 2013 mit der persönlichen Bestleistung von 20,41 m im sechsten Versuch die Silbermedaille. Bei den Europameisterschaften 2014 in Zürich errang sie mit einer Weite von 19,90 m den Titel.
Am 20. Mai 2015 erzielte Schwanitz beim World Challenge Meeting in Peking mit 20,77 m eine neue persönliche Bestleistung. Drei Monate später gewann sie im selben Stadion mit einer Weite von 20,37 m Gold bei den Weltmeisterschaften. Am 3. September gewann sie den Kugelstoßwettbewerb beim Meeting in Zürich und die Gesamtwertung der Diamond League. 2016 wurde sie in Amsterdam erneut Europameisterin, bei den Olympischen Spielen in Rio de Janeiro wurde sie Sechste. 
2017 nahm Schwanitz nach zwei Jahren ohne Teilnahme in der Arena Leipzig wieder an den Deutschen Hallenmeisterschaften teil. Mit einer Weite von 18,50 m wurde sie zum insgesamt vierten Mal Deutsche Hallenmeisterin. 2018 bestritt sie nach einer Babypause ihren ersten Wettkampf am 13. Juni 2018 beim Diamond-League-Wettbewerb in Rabat, wo sie mit 19,40 m den Wettkampf gewann. In Nürnberg wurde sie Deutsche Meisterin und holte in Berlin Silber bei den Europameisterschaften. Beim Continental Cup in Ostrava belegte Schwanitz mit der europäischen Mannschaft den zweiten Rang, wozu sie durch den dritten Platz im Einzel beitrug. Bei den Weltmeisterschaften in Doha erreichte sie am 3. Oktober 2019 den dritten Platz, womit sie bei Weltmeisterschaften alle drei Medaillenplätze erreicht hat.
2020 bestritt Schwanitz im Hinblick auf eine optimale Vorbereitung auf die Olympischen Sommerspiele in der Hallensaison keine Wettkämpfe und ging auch wegen der durch die COVID-19-Pandemie verspätet gestarteten Freiluftsaison nicht an den Start. 2021 wurde sie zum sechsten Mal Deutsche Hallenmeisterin und holte Bronze bei den Halleneuropameisterschaften in Toruń.  Im Kugelstoßwettbewerb bei den um ein Jahr verschobenen Olympischen Sommerspielen erreichte sie im Sommer 2021 den achten Platz.
Im Februar 2022 beendete Schwanitz ihre Leistungssportkarriere mit dem dritten Platz bei den Deutschen Hallenmeisterschaften in Leipzig.

## Vereinszugehörigkeit
Christina Schwanitz startete von 2002 bis 2009 für die damalige Sportvereinigung Neckarsulm, heute Sport-Union Neckarsulm. Im November 2009 wechselte sie zum LV 90 Thum/LV 90 Erzgebirge. Dort wurde sie von Sven Lang trainiert.

## Jahresbestleistungen
| Jahr | Freiluft | Halle   |
| ---- | -------- | ------- |
| 2002 | 14,26 m  | –       |
| 2003 | 14,47 m  | 14,50 m |
| 2004 | 16,98 m  | 15,43 m |
| 2005 | 18,84 m  | 17,41 m |
| 2006 | –        | –       |
| 2007 | 17,06 m  | –       |
| 2008 | 19,31 m  | 19,68 m |
| 2009 | 19,06 m  | –       |
| 2010 | 18,28 m  | 17,56 m |
| 2011 | 19,20 m  | 18,87 m |
| 2012 | 19,05 m  | 19,15 m |
| 2013 | 20,41 m  | 19,79 m |
| 2014 | 20,22 m  | 20,05 m |
| 2015 | 20,77 m  | –       |
| 2016 | 20,17 m  | –       |
| 2017 | –        | 18,50 m |
| 2018 | 20,06 m  | –       |
| 2019 | 19,37 m  | 19,54 m |
| 2020 | –        | –       |
| 2021 | –        | 19,11 m |

## Auszeichnungen
- 2004, 2005, 2008, 2009: Sportlerin des Jahres der Stadt Neckarsulm[6]
- 2015: Deutschlands Sportlerin des Jahres

## Privates
Schwanitz ist gelernte Verwaltungswirtin. Sie ist seit 2013 verheiratet und wurde im Juli 2017 Mutter von Zwillingen. Im Oktober 2022 wurde sie Oberfeldwebel. Nach ihrer aktiven Sportkarriere zog sie mit ihrer Familie aus der Nähe von Chemnitz nach Warendorf. Dort wird sie zu Beginn des Jahres 2023 Ausbilderin an der Sportschule der Bundeswehr.